# 酒井直人
酒井 直人（さかい なおと、1971年（昭和46年）10月14日 - ）は、日本の政治家。第15代東京都中野区長（2期）。

## 来歴
岐阜県土岐市生まれ。両親は高校の教師だった。岐阜県立多治見北高等学校を経て、1994年（平成6年）3月、早稲田大学法学部卒業。1996年（平成8年）3月、同大学大学院法学研究科修了。同年4月、中野区役所に入庁し、議会事務局に配属。2000年に総務課に異動、その後情報システム課を経て、2006年（平成18年）11月17日に広報担当課長、管理職試験に合格。2010年に区民サービス管理部国保運営担当係長（2011年に同総括係長）、2012年（平成24年）4月1日に政策室副参事（広報担当）、2016年（平成28年）4月1日に地域支えあい推進室副参事（地域包括ケア推進担当）、2018年（平成30年）2月15日に区を退職。
2018年（平成30年）3月3日、任期満了に伴う中野区長選挙に立候補する意向を表明。同年6月10日執行の区長選に立憲民主党・国民民主党の推薦、共産党・自由党・社民党の支援を受けて立候補。自民党中野総支部・公明党中野総支部・日本維新の会の推薦を受けた現職の田中大輔、元都議の吉田康一郎、元区議の市川稔の3候補を破り初当選を果たした。6月15日、区長就任。
※当日有権者数：269,735人 最終投票率：34.45%（前回比：+4.96pts）
| 候補者名   | 年齢 | 所属党派 | 新旧別 | 得票数   | 得票率 | 推薦・支持                                                   |
| ---------- | ---- | -------- | ------ | -------- | ------ | ------------------------------------------------------------ |
| 酒井直人   | 46   | 無所属   | 新     | 36,758票 | 40.32% | （推薦）立憲民主党・国民民主党（支援）共産党・自由党・社民党 |
| 田中大輔   | 66   | 無所属   | 現     | 27,801票 | 30.50% | （推薦）自民党中野総支部・公明党中野総支部・日本維新の会     |
| 吉田康一郎 | 51   | 無所属   | 新     | 14,534票 | 15.94% |                                                              |
| 市川稔     | 63   | 無所属   | 新     | 12,064票 | 13.23% |                                                              |

2022年5月22日執行の区長選挙で再選。
※当日有権者数：273,389人 最終投票率：33.72%（前回比：-0.73pts）
| 候補者名 | 年齢 | 所属党派 | 新旧別 | 得票数   | 得票率 | 推薦・支持               |
| -------- | ---- | -------- | ------ | -------- | ------ | ------------------------ |
| 酒井直人 | 50   | 無所属   | 現     | 55,318票 | 60.01% |                          |
| 稲垣淳子 | 51   | 無所属   | 新     | 34,564票 | 37.49% | （推薦）自民党中野総支部 |

## 政策・主張
- 選挙戦では一万人のアリーナ計画の見直しを主張して当選し、選挙から3か月後の9月11日、見直しの結果中野サンプラザを取り壊し、建て替える方針を表明した[13]。
- 平和の森公園の「草地広場を守る」（現職区長田中大輔の運動公園化の計画を取りやめる）ことを選挙公約の一つに掲げたが、当選後撤回した。
  - ただし、これらの公約は既に田中前区長と開発業者との契約が締結済であり、回避出来ない状況であった。結果的に酒井は前区長の尻拭いをする形となった[14]。